# Сахалин-3
«Сахали́н-3» — перспективный нефтегазовый проект на прибрежном шельфе острова Сахалин.
В «Сахалин-3» входит четыре блока месторождений: Киринский, Венинский, Аяшский и Восточно-Одоптинский. Нужно отметить, что под названием «Сахалин-3» скрыты три огромных нефтегазовых проекта, соразмерных проектам «Сахалин-1» и «Сахалин-2». Прогнозные извлекаемые ресурсы превышают 700 млн т нефти и 1,3 трлн м³ природного газа (категории С1+С2).

Прогнозные ресурсы блоков проекта «Сахалин-3»
| Название блока       | Нефть и конденсат, млн тонн | Газ, млрд м³ |
| -------------------- | --------------------------- | ------------ |
| Киринский            | 453                         | 720          |
| Восточно-Одоптинский | 70                          | 30           |
| Аяшский              | 97                          | 37           |
| Венинский            | 88                          | 578          |

## История
В 1993 году конкурс на право освоения трёх блоков «Сахалина-3» — Киринского, Восточно-Одоптинского и Аяшского на условиях соглашения о разделе продукции выиграл консорциум компаний Exxon, Mobil (ныне объединённых в ExxonMobil) и Texaco (вошла в состав Chevron). Однако соглашение так и не было заключено, и лицензии инвесторами получены не были.
В 2003 году в российский закон о СРП были приняты поправки, после чего разработка проекта на указанных условиях стала невозможной. После этого участники консорциума попросили предоставить им лицензии для разработки недр на условиях обычного налогового режима, но правительство России заявило, что лицензии на право разработки месторождений будут выставлены на повторную продажу.
Лицензии на Киринский, Аяшский и Восточно-Одоптинский блоки приобрёл «Газпром», лицензия на разработку Венинского блока принадлежит компании «Роснефть».
Газ месторождений ОАО «Газпром» участка «Сахалин-3» является основной ресурсной базой для наполнения газопровода «Сахалин — Хабаровск — Владивосток».
Оператором месторождений Киринского блока является ООО «Газпром добыча шельф», на 100 % принадлежащее ПАО «Газпром». Первое из месторождений Киринского блока — Киринское газоконденсатное месторождение — было введено в эксплуатацию в октябре 2013 года. В 2014 году здесь началась промышленная добыча. Южно-Киринское месторождение готовится к разработке, геологоразведочные работы по основному контуру месторождения завершены. В сентябре 2016 года в ходе проведения геологоразведочных работ на Киринском участке в результате бурения поисково-оценочной скважины на Южно-Лунской структуре был получен значительный приток газа и конденсата, что свидетельствует об открытии нового месторождения.
Оператором месторождений Венинского блока является ООО «Венинефть», совместное предприятие ОАО "НК «Роснефть» (74,9 %) и Китайской нефтехимической корпорации «Sinopec» (25,1 %)